# Dinocheirus obesus
Dinocheirus obesus är en spindeldjursart som först beskrevs av Banks 1909.  Dinocheirus obesus ingår i släktet Dinocheirus och familjen blindklokrypare. Inga underarter finns listade i Catalogue of Life.